# Arcidiocesi di Nairobi
L'arcidiocesi di Nairobi (in latino Archidioecesis Nairobiensis) è una sede metropolitana della Chiesa cattolica in Kenya. Nel 2023 contava 3.680.860 battezzati su 7.569.627 abitanti. È retta dall'arcivescovo Philip Arnold Subira Anyolo.

## Territorio
L'arcidiocesi comprende le contee di Nairobi e Kiambu, in Kenya.
Sede arcivescovile la città di Nairobi, dove si trova la cattedrale della Santa Famiglia.
Il territorio è suddiviso in 117 parrocchie.

## Storia
La prefettura apostolica di Zanguebar fu eretta il 26 febbraio 1860, ricavandone il territorio dalla diocesi di Saint-Denis-de-La Réunion.
Il 23 novembre 1883 la prefettura apostolica fu elevata a vicariato apostolico in virtù del breve Ex officio di  papa Leone XIII.
Il 16 novembre 1887 cedette una porzione del suo territorio a vantaggio dell'erezione della prefettura apostolica di Zanguebar meridionale (oggi arcidiocesi di Dar-es-Salaam) e contestualmente cambiò il proprio nome in vicariato apostolico di Zanguebar settentrionale.
Il 14 settembre 1905 e l'11 maggio 1906 cedette altre porzioni di territorio a vantaggio dell'erezione rispettivamente della missione sui iuris del Kenya (oggi arcidiocesi di Nyeri) e del vicariato apostolico di Zanguebar centrale (oggi diocesi di Morogoro).
Il 21 dicembre 1906 cambiò il proprio nome in vicariato apostolico di Zanzibar.
Il 24 maggio 1929 in forza del breve Quae catholicae di papa Pio XI cedette l'Oltregiuba al vicariato apostolico di Mogadiscio (oggi diocesi).
Il 25 marzo 1953 il vicariato apostolico è stato elevato al rango di arcidiocesi metropolitana di Nairobi con la bolla Quemadmodum ad Nos di papa Pio XII.
Successivamente ha ceduto a più riprese altre porzioni di territorio a vantaggio dell'erezione di nuove circoscrizioni ecclesiastiche e precisamente:
- la diocesi di Mombasa e Zanzibar (oggi arcidiocesi di Mombasa) l'8 maggio 1955;
- la prefettura apostolica di Kitui (oggi diocesi) il 20 febbraio 1956;
- la prefettura apostolica di Ngong (oggi diocesi) il 20 ottobre 1959;
- la diocesi di Nakuru l'11 gennaio 1968;
- la diocesi di Machakos il 29 maggio 1969.

## Cronotassi dei vescovi
Si omettono i periodi di sede vacante non superiori ai 2 anni o non storicamente accertati.
- Armand-René Maupoint † (1862 - 10 luglio 1871 deceduto)
- Antoine Horner, C.S.Sp. † (1872 - 1882 dimesso)
- Jean-Marie-Raoul Le Bas de Courmont, C.S.Sp. † (23 novembre 1883 - 27 novembre 1896 dimesso)
- Emile-Auguste Allgeyer, C.S.Sp. † (17 febbraio 1897 - 3 aprile 1913 dimesso)
- John Gerald Neville, C.S.Sp. † (1º settembre 1913 - 8 marzo 1930 dimesso)
  - Sede vacante (1930-1932)
- John Heffernan, C.S.Sp. † (15 marzo 1932 - 7 giugno 1945 dimesso)
- John Joseph McCarthy, C.S.Sp. † (11 luglio 1946 - 24 ottobre 1971 ritirato)
- Maurice Michael Otunga † (24 ottobre 1971 succeduto - 21 aprile 1997 dimesso)
- Raphael Simon Ndingi Mwana'a Nzeki † (21 aprile 1997 - 6 ottobre 2007 ritirato)
- John Njue (6 ottobre 2007 - 4 gennaio 2021 ritirato)[5]
- Philip Arnold Subira Anyolo, dal 28 ottobre 2021

## Statistiche
L'arcidiocesi nel 2023 su una popolazione di 7.569.627 persone contava 3.680.860 battezzati, corrispondenti al 48,6% del totale.
| anno | popolazione | popolazione | popolazione | presbiteri | presbiteri | presbiteri | presbiteri                | diaconi | religiosi | religiosi | parrocchie |
| anno | battezzati  | totale      | %           | numero     | secolari   | regolari   | battezzati per presbitero | diaconi | uomini    | donne     | parrocchie |
| ---- | ----------- | ----------- | ----------- | ---------- | ---------- | ---------- | ------------------------- | ------- | --------- | --------- | ---------- |
| 1949 | 54.601      | 1.238.093   | 4,4         | 83         |            | 83         | 657                       |         | 83        | 120       |            |
| 1970 | 174.806     | 780.000     | 22,4        | 102        | 13         | 89         | 1.713                     |         | 103       | 319       | 43         |
| 1980 | 423.315     | 1.582.421   | 26,8        | 179        | 34         | 145        | 2.364                     |         | 342       | 388       | 40         |
| 1990 | 695.330     | 2.472.000   | 28,1        | 278        | 63         | 215        | 2.501                     |         | 581       | 596       | 58         |
| 1999 | 1.007.150   | 4.000.936   | 25,2        | 618        | 136        | 482        | 1.629                     |         | 1.483     | 1.108     | 71         |
| 2000 | 1.008.500   | 4.001.900   | 25,2        | 624        | 142        | 482        | 1.616                     |         | 1.402     | 1.129     | 76         |
| 2001 | 1.009.200   | 4.002.600   | 25,2        | 627        | 145        | 482        | 1.609                     |         | 1.251     | 1.161     | 77         |
| 2002 | 1.010.200   | 4.006.100   | 25,2        | 661        | 148        | 513        | 1.528                     |         | 1.373     | 1.179     | 79         |
| 2003 | 1.218.100   | 4.010.100   | 30,4        | 542        | 174        | 368        | 2.247                     |         | 1.261     | 1.019     | 87         |
| 2004 | 1.228.100   | 4.020.100   | 30,5        | 478        | 104        | 374        | 2.569                     |         | 1.290     | 1.034     | 90         |
| 2013 | 2.911.099   | 4.687.481   | 62,1        | 587        | 166        | 421        | 4.959                     |         | 1.340     | 1.384     | 105        |
| 2016 | 2.995.277   | 5.364.541   | 55,8        | 638        | 178        | 460        | 4.694                     |         | 1.329     | 1.792     | 110        |
| 2019 | 3.829.700   | 7.437.000   | 51,5        | 715        | 190        | 525        | 5.356                     |         | 1.634     | 3.151     | 114        |
| 2021 | 3.478.135   | 7.152.735   | 48,6        | 1.099      | 199        | 900        | 3.164                     |         | 2.022     | 3.350     | 114        |
| 2023 | 3.680.860   | 7.569.627   | 48,6        | 1.170      | 200        | 970        | 3.146                     |         | 1.833     | 3.400     | 117        |